# Nematobrycon
Nematobrycon is een geslacht van straalvinnige vissen uit de familie van de karperzalmen (Characidae).

## Soorten
- Nematobrycon lacortei Weitzman & Fink, 1971
- Nematobrycon palmeri Eigenmann, 1911 – Keizertetra